# Symptom of the Universe
"Symptom of the Universe" ("Síntoma del universo") es una canción de heavy metal de la banda británica Black Sabbath, de su álbum de 1975 Sabotage.

## Generalidades
La música fue compuesta por el guitarrista Tony Iommi y la letra por el bajista Geezer Butler. El pasaje acústico final de la canción, muy diferente al resto de la misma, fue extraído de una sesión rutinaria de estudio. Fue creado espontáneamente, para luego ser incluido al final de la canción. Es considerada una canción pionera del thrash metal, debido a la velocidad de ejecución de los instrumentos, y al potente riff de guitarra.
Se pueden escuchar versiones en directo de la canción en los discos Past Lives, Cross Purposes Live y Live... Gathered In Their Masses.

## Versiones notables
- Sepultura: Nativity in Black
- Helmet: The Jerky Boys (banda sonora)
- The Melvins: Hate the Police/Symptom of the Universe con Mudhoney
- Stone: Stoneage
- Comes with the Fall: Live Underground 2002
- Orange Goblin: Black Sabbath tribute

## Personal
- Ozzy Osbourne - voz
- Tony Iommi - guitarra
- Geezer Butler - bajo
- Bill Ward - batería